# Вяткаавиа
«Вяткаавиа» — частная авиакомпания в форме общества с ограниченной ответственностью, созданная в 2010 году для выполнения всех видов авиационных работ. Расположена в городе Кирове Кировской области. Аэродром базирования — посадочная площадка «Кучаны», принадлежащая авиакомпании, на которую разработан и зарегистрирован аэронавигационный паспорт. На посадочной площадке в режиме круглосуточного дежурства находится поисково-спасательная группа Уральского авиационного поисково-спасательного центра.
Компания осуществляет деятельность по четырём направлениям: авиалесоохрана, работы с целью оказания медицинской помощи — санитарная авиация, авиационно-химические работы, поисково-спасательное дежурство. Авиакомпания оказывает услуги по аренде самолетов.

## История
Сертификат на выполнение авиационных работ самолётами Ан-2 и вертолётами Ми-2 получен в мае 2011 года. С июня 2011 года «Вяткаавиа» ежегодно оказывает услуги по выполнению лесопатрульных работ.
В марте 2012 года «Вяткаавиа» заключила контракт с филиалом «Аэронавигация Урала» ФГУП «Государственная корпорация по организации воздушного движения». После этого авиакомпания начала дежурство по поисково-спасательному обеспечению.
В сентябре 2012 получен «Сертификат соответствия» на право обслуживания авиационной техники, тогда же «Вяткаавиа» выиграла тендер на обслуживание Областной клинической больницы по санитарной авиации.
В 2014 году при содействии авиакомпании был восстановлен аэродром в пгт. Лальск Кировской области.
С 2015 года авиакомпания пополнила свой флот ещё 2 вертолётами Ми-2 и самолётом Zlin 142.
С конца 2016 года авиакомпания расширила сферу своих работ на город Пенза.

## Флот
Флот авиакомпании состоит из шести ВС:
- Ан-2 — рег. номер RA-71221
- Ан-2 — рег. номер RA-50507
- Ан-2 — рег. номер RA-40250
- Ми-2 — рег. номер RA-15757
- Cessna 182 — рег. номер RA-2332G
- Zlin 142 — рег. номер RA-2397G

## Адрес
610014, г. Киров, ул. Сурикова, д. 11, корп. 1.